# 航空保安管制群
航空保安管制群（こうくうほあんかんせいぐん、英称：Air Traffic Control Service Group）は、東京都府中市の府中基地に所在する、航空支援集団の隷下部隊である。

## 概要
航空保安管制群は、本部を府中基地に置き、司令は1等空佐をもって充てられている。移動管制隊をふくめ18個管制隊及び飛行管理隊、飛行情報隊を隷下に有する。各管制隊は飛行場ごとに設置され、航空交通管制業務（飛行場管制、進入／ターミナル・レーダー管制、着陸誘導管制）を行い、飛行管理隊は運航情報、航空機移動情報等の処理、飛行情報隊はノータム（NOTAM）、飛行情報出版物（航空路図誌等）の編集等を行っている。
主に航空自衛隊が所管するレーダーサイト・管制空域に対する管制を行う。洋上管制については海上自衛隊航空管制隊の所管となる。
また、新千歳空港（北海道）、三沢空港（青森県）、茨城空港（茨城県）、小松空港（石川県）、県営名古屋空港（愛知県）、米子鬼太郎空港（鳥取県）では、航空自衛隊の航空機だけでなく、民間航空会社の旅客機に関しても航空自衛官が航空交通管制業務を行っている。
加えて、国土交通省航空局（航空交通管理センター）に連絡官を派遣し、防衛省を代表して官（防衛省）・軍（米軍）・民（民間）それぞれの空域の調整等を行う。
1989年の航空支援集団設置に伴い、現在の名称となった。前身の航空保安管制気象群は1957年の設立である。

## 沿革
- 1957年（昭和32年）
  - 8月1日 - 「航空保安管制気象群」が編成（群本部：府中基地）。
  - 9月2日 - 各管制分遣隊が編成完結。
  - 10月21日 - 三沢管制分遣隊を編成。
  - 12月20日 - 新田原管制分遣隊を編成。
- 1958年（昭和33年）
  - 1月16日 - 岐阜管制分遣隊を編成。
  - 8月1日 - 静浜、小牧管制分遣隊を編成。矢の目、入間川、板付管制分遣隊を仙台、入間、春日管制分遣隊に改編。
  - 10月1日 - 飛行点検隊を府中に編成（10月4日、美保基地へ移動）。木更津管制分遣隊を編成。
  - 12月1日 - 気象業務隊及び気象通信隊を府中に、飛行管理隊を入間に編成。
- 1959年（昭和34年）6月1日 - 部隊改編。

1. 各管制分遣隊を管制隊に改編。
2. 飛行点検隊が木更津基地へ移動。
3. 仙台管制分遣隊を廃止。

- 1960年（昭和35年）8月1日 - 臨時芦屋管制隊を編成。
- 1961年（昭和36年）
  - 2月1日 - 小松管制隊を編成。臨時芦屋管制隊を芦屋管制隊に改編。
  - 7月15日 - 航空保安管制気象群が廃止、「保安管制気象団」が新編。隷下部隊として「保安管制群」が設置。
- 1963年（昭和38年）12月16日 - 宇都宮管制隊を廃止。
- 1964年（昭和39年）8月1日 - 小月管制隊を廃止。
- 1965年（昭和40年）11月20日 - 百里管制隊を編成。
- 1969年（昭和44年）4月1日 - 木更津管制隊を廃止。
- 1971年（昭和46年）10月1日 - 気象通信隊が気象群隷下に編入。
- 1972年（昭和47年）10月11日 - 臨時那覇管制隊を編成。
- 1973年（昭和48年）10月16日 - 飛行情報隊を府中に編成。臨時那覇管制隊を那覇管制隊に改編。
- 1989年（平成元年）3月16日 - 航空救難団、輸送航空団、保安管制気象団などを改編・統合して「航空支援集団」が新編。保安管制群が「航空保安管制群」に改編。
- 2003年（平成15年）3月27日 - 移動管制隊を百里に編成。
- 2004年（平成16年）12月1日 - 名古屋飛行場の管制業務の一部を国土交通省から移管されたため、小牧管制隊を新編。
- 2013年（平成25年）4月1日 - 航空保安管制群本部が入間基地から府中基地へ移転。
- 2018年（平成30年）3月27日 - 飛行管理隊が入間基地から府中基地へ移転。
- 2019年（令和元年）10月1日 - 無事故管制3,000万回達成[4]。

## 部隊編成
- 航空保安管制群本部 - （府中基地）
  - 総務部
  - 防衛部
  - 研究部
  - 装備部
- 飛行管理隊 - （府中基地）
- 飛行情報隊 - （府中基地）
- 千歳管制隊 - （千歳基地）
- 三沢管制隊 - （三沢基地）
- 松島管制隊 - （松島基地）
- 百里管制隊 - （百里基地）
- 入間管制隊 - （入間基地）
- 小松管制隊 - （小松基地）
- 静浜管制隊 - （静浜基地）
- 浜松管制隊 - （浜松基地）
- 岐阜管制隊 - （岐阜基地）
- 小牧管制隊 - （小牧基地）
- 美保管制隊 - （美保基地）
- 防府管制隊 - （防府北基地）
- 芦屋管制隊 - （芦屋基地）
- 築城管制隊 - （築城基地）
- 春日管制隊 - （春日基地）
- 新田原管制隊 - （新田原基地）
- 那覇管制隊 - （那覇基地）
- 移動管制隊 - （百里基地）

## 主要幹部
| 官職名             | 階級    | 氏名     | 補職発令日     | 前職                             |
| ------------------ | ------- | -------- | -------------- | -------------------------------- |
| 航空保安管制群司令 | 1等空佐 | 樫地慶一 | 2024年03月28日 | 第1航空団基地業務群司令          |
| 副司令             | 1等空佐 | 湯淺幹生 | 2022年09月30日 | 航空自衛隊第5術科学校第2教育部長 |

| 代                           | 氏名                         | 在職期間                     | 前職                                                   | 後職                                                 |                              |
| 保安管制気象団保安管制群司令 | 保安管制気象団保安管制群司令 | 保安管制気象団保安管制群司令 | 保安管制気象団保安管制群司令                           | 保安管制気象団保安管制群司令                         | 保安管制気象団保安管制群司令 |
| ---------------------------- | ---------------------------- | ---------------------------- | ------------------------------------------------------ | ---------------------------------------------------- | ---------------------------- |
| 01                           | 岡本豪三 （2等空佐）         | 1961.7.15 - 1962.7.15        | 航空保安管制気象群勤務                                 | 保安管制気象団勤務                                   |                              |
| 02                           | 佐々成吾 （2等空佐）         | 1962.7.16 - 1966.3.15        | 第15飛行教育団勤務                                     | 飛行教育集団司令部監察安全班長                       |                              |
| 03                           | 佐々木孝輔                   | 1966.3.16 - 1968.2.15        | 輸送航空団木更津航空隊司令                             | 航空自衛隊幹部学校研究部員                           |                              |
| 04                           | 倉科康介                     | 1968.2.16 - 1969.7.15        | 航空自衛隊第2術科学校第1教育部長                       | 航空自衛隊第3補給処整備部長                          |                              |
| 05                           | 高杉景自                     | 1969.7.16 - 1971.2.15        | 第3航空団飛行群司令                                    | 飛行教育集団司令部監理部長                           |                              |
| 06                           | 植草義四郎                   | 1971.2.16 - 1972.5.14        | 自衛隊茨城地方連絡部長                                 | 保安管制気象団副司令                                 |                              |
| 07                           | 中津芳信                     | 1972.5.15 - 1974.7.15        | 保安管制気象団付                                       | 保安管制気象団付 →1974.8.15 官吏死亡                 |                              |
| 08                           | 宮新清                       | 1974.7.16 - 1976.3.15        | 航空幕僚監部防衛部防衛課研究班長                       | 航空自衛隊幹部学校学校教官                           |                              |
| 09                           | 星野吉章                     | 1976.3.16 - 1977.7.31        | 航空救難団飛行群新潟救難隊長 兼 新潟分とん基地司令     | 航空幕僚監部監理部総務課勤務                         |                              |
| 10                           | 池田博                       | 1977.8.1 - 1979.7.31         | 北部航空警戒管制団第18警戒群司令 兼 稚内分とん基地司令 | 航空自衛隊幹部学校勤務                               |                              |
| 11                           | 丸山作次郎                   | 1979.8.1 - 1981.11.3         | 航空自衛隊第5術科学校第2教育部長                       | 第4航空団副司令                                      |                              |
| 12                           | 由田昭策                     | 1981.11.4 - 1983.10.31       | 保安管制気象団勤務                                     | 航空自衛隊幹部学校勤務                               |                              |
| 13                           | 石川清一                     | 1983.11.1 - 1987.3.31        | 航空自衛隊第5術科学校第2教育部長                       | 退職                                                 |                              |
| 14                           | 蓮見武男                     | 1987.4.1 - 1988.7.31         | 保安管制群副司令                                       | 保安管制気象団司令部人事部長                         |                              |
| 15                           | 都留義人                     | 1988.8.1 - 1989.3.15         | 航空自衛隊第5術科学校第2教育部長                       | 航空保安管制群司令                                   |                              |
| 航空保安管制群司令           |                              |                              |                                                        |                                                      |                              |
| 01                           | 都留義人                     | 1989.3.16 - 1990.1.7         | 保安管制群司令                                         | 航空救難団司令部付 →1990.2.9 定年退官                |                              |
| 02                           | 小宮憲悟                     | 1990.1.8 - 1991.11.30        | 航空保安管制群                                         | 航空自衛隊幹部学校主任教官                           |                              |
| 03                           | 保阪初男                     | 1991.12.1 - 1994.7.31        | 航空幕僚監部人事教育部援護業務課長                     | 教材整備隊司令                                       |                              |
| 04                           | 齊藤有司                     | 1994.8.1 - 1995.7.31         | 航空自衛隊第5術科学校第2教育部長                       | 教材整備隊司令                                       |                              |
| 05                           | 松井茂基                     | 1995.8.1 - 1997.11.30        | 陸上幕僚監部調査部調査第2課                            | 退職（空将補昇任）                                   |                              |
| 06                           | 中村征治                     | 1997.12.1 - 2000.3.31        | 統合幕僚学校主任教官                                   | 退職（空将補昇任）                                   |                              |
| 07                           | 中久保勲                     | 2000.4.1 - 2002.7.31         | 航空幕僚監部監理部監理課長                             | 西部航空警戒管制団司令 兼 春日基地司令（空将補昇任） |                              |
| 08                           | 長尾 齊                      | 2002.8.1 - 2005.3.31         | 第3航空団基地業務群司令                                | 航空自衛隊情報保全隊司令                             |                              |
| 09                           | 田中 仁                      | 2005.4.1 - 2009.3.31         | 航空自衛隊幹部学校計画課長                             | 退職（空将補昇任）                                   |                              |
| 10                           | 木村達人                     | 2009.4.1 - 2010.12.23        | 航空幕僚監部運用支援・情報部情報課長                   | 航空自衛隊第5術科学校長（空将補昇任）                |                              |
| 11                           | 横塚一夫                     | 2010.12.24 - 2013.7.31       | 航空教育集団司令部教育部長                             | 退職（空将補昇任）                                   |                              |
| 12                           | 本田親行                     | 2013.8.1 - 2015.7.31         | 航空開発実験集団司令部総務部長                         | 退職                                                 |                              |
| 13                           | 太田久雄                     | 2015.8.1 - 2018.7.31         | 第4航空団副司令                                        | 航空教育集団司令部総務部長                           |                              |
| 14                           | 荒木俊一                     | 2018.8.1 - 2019.8.22         | 北部航空警戒管制団副司令                               | 作戦システム運用隊司令 兼 横田基地司令               |                              |
| 15                           | 渡部琢也                     | 2019.8.23 - 2021.9.29        | 航空幕僚監部総務部総務課広報室長                       | 第1輸送航空隊司令 兼 小牧基地司令（空将補昇任）      |                              |
| 16                           | 井上伸康                     | 2021.9.30 - 2023.3.15        | 中部航空方面隊司令部幕僚長                             | 退職（空将補昇任）                                   |                              |
| 17                           | 定免克己                     | 2023.3.16 - 2024.3.27        | 第5高射群司令                                          | 北部航空警戒管制団司令 （空将補昇任）                |                              |
| 18                           | 樫地慶一                     | 2024.3.28 -                  | 第1航空団基地業務群司令                                |                                                      |                              |